# Carmelan
Le Carmelan (FN66)  est un ketch à voiles à corne, à coque, pont et mât en  bois. C'est un ancien bateau de pêche danois reconverti en bateau de croisière.

## Histoire
Il a été construit en 1927 au chantier naval Hjørne et Jaconsen de Frederikshaven au Danemark d'où il a été lancé sous le nom de Kristian comme bateau de pêche hauturière. Il a d'abord pratiqué la pêche en mer du Nord, et en Atlantique jusqu'au Groenland, jusqu'en 1957. 
En 1957 il est rebaptisé Ene et transféré à Esbjerg où il continue sa carrière de pêche.
En 1978 il est acheté par des Allemands de Rendsburg sur le canal de Kiel. Le bateau est restauré et transformé en bateau de croisière sur le chantier naval de Bölte. Il est rebaptisé Carmelan. Il a cependant gardé son numéro de grand-voile, FN 66 (FN pour Frederikshafen), en souvenir de son origine danoise. Ce numéro est aussi inscrit sur la roue de la barre.
Il est d'abord utilisé comme voilier-école pour des jeunes stagiaires, mais il peut aussi être affrété comme voilier-charter au départ de son port d'attache Flensburg. 
Il est équipé pour recevoir 20 passagers en croisière et embarquer 30 en sortie de la journée.
Il a participé  au Brest 2004 et à différents Hanse Sail à Rostock.